# プロレスの星 アステカイザー
『プロレスの星 アステカイザー』（プロレスのほし アステカイザー）は、1976年10月7日から1977年3月31日までNET（現：テレビ朝日）系で毎週木曜日18:00 - 18:30に全26話が放送された、永井豪・石川賢原作、円谷プロダクション製作による特撮テレビ番組である。#漫画版は『アステカイザー』のタイトルで連載（石川賢が執筆）。

## テレビ版

### 特徴
円谷プロには珍しい、原作者として漫画家（永井豪・石川賢）が参加し、萬年社と本作品が初の特撮作品となるダイナミック企画との共同で企画・制作が行われた作品。企画は複数社に持ち込まれており、東映テレビ事業部による企画書も存在する。初期の企画では「SF超ダイナミック・スポーツシリーズ」と銘打たれており、プロレスだけでなくカーレースやラグビーなども扱う予定であった。
実写作品だが、戦闘シーンのクライマックスはセルアニメになるという特異な構成を持つ（企画書では「ドラマメーション」なる造語とともにセールスポイントの一つとなっていた ）。アニメーションにより実写では不可能なアクションを描いており、同時期の作品『恐竜探険隊ボーンフリー』と共に特撮に替わり子供番組の中心となっていったアニメーションへの挑戦であったともされる。アニメーションパートの制作は土田プロダクションによる。
敵であるサイボーグ格闘士との闘いにおいて、「カイザー・イン！」の掛け声とともにセルアニメとなり、必殺技で相手を倒した後もしくは倒す直前、実写に戻る。
ストーリーは基本的に1話完結だが、ほとんどのサイボーグ格闘士は2話連続で登場する（1話目で一旦敗れ、2話目で強化改造されて再登場）。
NETが放送している『ワールドプロレスリング』の中継団体である新日本プロレスが全面協力している。
1. 第1話には、アントニオ猪木、ミスター高橋（レフェリー）、倍賞鉄夫（リングアナウンサー）の3名が本人役で出演したほか、ジョージ高野が「鮮血のヘル」、佐山聡が「マッドコンドル」という覆面レスラーを演じている。また、猪木のスパーリングパートナーとして木戸修が出演している[9]。佐山や荒川真は、これ以降も役名を変えて度々出演。
2. 第13話では、藤原喜明のほか、レフェリーとして山本小鉄が出演（ノンクレジット）。
3. 第15話では、高野がゲスト主役を演じており、冒頭では佐山とのスパーリングシーンもある。
4. 第19話で、小林邦昭と大城大五郎が対戦するイメージシーンがある（ノンクレジット）。
5. 登場する架空のプロレス団体「東都プロレス」のマークは新日プロと同じライオンのイラスト。
6. エンディング画面に登場するチャンピオンベルトは、当時猪木が保持していたNWFヘビー級王座のもの。

### ストーリー
悪のレスラー軍団を率い、プロレス界に跳梁跋扈する恐怖の格闘士グループブラック・ミスト。そのブラック・ミストによって兄を殺された若手レスラー・鷹羽俊が、アステカイザーとなって立ち向かう。

### 登場人物

#### アステカイザー
鷹羽 俊（）
演：島村美輝
主人公。昭和30年10月20日生まれ。東都プロレスに所属するプロレスラー（戦績45戦38勝7引き分け）だったが、兄・大二郎がブラック・ミストに殺害されたことにショックを受け現役を引退。だが実はその影で打倒ブラック・ミストを誓い、秘密トレーニングを積んでいた。兄の死からちょうど1年後、正義の戦士「アステカイザー」として復活し、ブラック・ミストの野望を打ち砕くために戦う。
引退後も「東都プロレス」に出入りしており、また太助たちの少年野球チームでコーチをしている。
- 初期の企画書では高校生の設定だった。その後の企画書では設定年齢は19歳となっている。

アステカイザー
演：奈良光一
声：島村美輝
鷹羽俊が、速水博士の開発した「鉄よりも硬く、ゴムよりも柔らかい」とされる性質を持った特殊樹脂「アステック樹脂」製のファイティングスーツで身を包んだ正義の戦士。その姿は14,15世紀ごろにメキシコの奥地で栄えた古代アステカ帝国（本編では「古代戦士の国アズテク」）において伝説となっている「勇者の衣」を再現したもので、マスクの額には秘宝「アステカの星」が付いており、これがアステカイザーのパワーの源でもあるが、体力気力が低下すると色が変わり赤く点滅を始める。それが消えた時、ファイティングスーツが逆に俊の肉体に悪影響を及ぼし、結果命を落とすことになってしまう。
アステカイザーの名前自体も「古代戦士の国アズテク」において、最強の格闘士たる証・アステカの星を授けられた英雄「アズデクーザー」に由来したもの。

愛車は三輪バギーカーマッハビート号。速水博士によって古代アズテク文明と現代のテクノロジーを融合した技術で開発・製作されており、アステロイド・タービンエンジンで駆動し、フレームはアステック樹脂製で小型ミサイルや高熱を発するビーム砲などの各種武器も装備されている。
変身シークエンスについて、9話まではアニメでの表現で俊の身体に各部のパーツが次々と装着され、アステカイザーの姿が完成した時点で顔面のアップとなりアステカの星が光って実写場面に戻っていた。10話以降は実写合成による表現で俊の身体にアステカイザーのシルエットが赤く輝きながら覆い被さる形での変身となる。
主な技
カイザークラッシュ
第4話で初登場した必殺技。相手に体当たりをする。きりもみ回転などいくつかのパターンが存在する。
カイザースライサー
両腕に装備されたカッター。展開して使用する。

#### 速水博士とその一家
速水博士（）
演：松本朝夫
設定年齢44歳。合成樹脂研究の世界的権威だが、ゴリキングやマッハビート号を開発したように機械工学にも長けている。大のプロレスファンでもあり、東都プロレスの後援会長を務める。ブラック・ミストの不穏な動きを察知して特殊スーツを完成させた。
俊を「アステカイザー」に指名するとともに、兄の死で身寄りのなくなった彼を家に迎えている。また俊の秘密トレーニングではコーチを務め、技に関するアドバイスも行う。
第24話では自らマッハビート号を運転して、ジェセル・ハンターに氷漬けにされたアステカイザーのピンチに駆けつけた。
- 初期企画書では「朱雀 将之（すざく まさゆき）」という名前であった。

速水 かおる（）
演：矢崎里香
設定年齢16歳。博士の娘。高校生。父同様にプロレス好き。
- 初期企画書では「朱雀 かおり（すざく かおり）」という名前であった。

速水 太助（）
演：薄田拓己
博士の息子で、かおるの弟。小学生。

ゴリキング
速水博士が俊のスパーリングパートナーとして開発した、ゴリラ型ロボット。右腕はサイボーグ格闘士の装備に対応してアタッチメントとして交換が可能。設定では胸部に戦闘記憶コンピューターが内蔵されており、あらゆる格闘術をマスターしているとされている。

#### 東都プロレス
ジョー神崎（）
演：菊地太
設定年齢28歳。俊の先輩で、東都プロレスのエースレスラー。アステカイザーと闘うことを夢見ているが、ブラック・ミストの作戦に利用されてしまうことも多い。俊の実力および彼の兄の無念を理解しており、事あるごとにプロレス界への復帰を説いている。第20話ではワールドリーグ戦でチャンピオンとなるが、悪役レスラー・キラー熊沢と番外勝負をしたためチャンピオンの座を剥奪され、さらに出場停止処分となった。
- 企画書に添えられたサンプルストーリーでは、ブラックミストに改造されて俊に挑戦するが、やむなく神崎を倒すストーリーが書かれている。

山川 五郎（）
演：蔵忠芳
設定年齢19歳。企画書では俊とは中学の同級生で親友とされている。東都プロレスのレスラーで、サタン・ソルジャーを倒すだけの力はあるものの未だリングに上がるだけの実力はなく、その日を夢見てトレーニングに励んでいる。太助ら子供たちとも親しく接している。
鷹羽 大二郎（）
演：三浦英一
俊の実兄。プロレスの世界チャンピオンであったが、1年前にブラック・ミストの殺人レスラー「鮮血のヘル」の反則攻撃を受け致命傷を負わされる。試合終了直後、俊にブラック・ミスト打倒の願いを託して息を引き取った。出演は第1、2、14話でほとんどが回想シーンである。
- 初期企画書では俊の兄ではなく父親となっており、劇中と同じくブラックミストの魔手によりリング上で死亡したことになっているが、俊の母親も大二郎の死後間もなくそのショックにより死亡したことになっている。

ストロング・リキ
演：大前均
東都プロレスのレスラー。第1話冒頭で世界チャンピオンになるも、突如乱入した「鮮血のヘル」と戦い負傷、引退に追い込まれる。第8話で俊と神崎が見舞いに来たのとすれ違うように退院、俊がプロレス界に戻ることを願う旨の手紙を残し、故郷に帰った。出演は第1、2話のみ。

#### その他のレギュラー
坂田記者（）
演：大泉滉
設定年齢33歳。毎朝スポーツの記者。「毎朝スポーツ」のプロレス記事を担当し、スクープを狙っている。ひょうきんな男だが、サタン・デモンに脅されて記事を書くなど神崎同様作戦に利用されることが多い。
源さん（）
演：玉川長太
東都プロレス道場近くのラーメン屋「ファイター軒」の店主。出前を道場に持っていくことが多く、レスラーとも懇意となっている。かつては東都プロレス所属のレスラー「ファイター源」だった。妻の光子と、太郎という息子がいる。

#### ブラック・ミスト
ルアー
声：西郷隆（第1、2話）→八奈見乗児（第3話 - ）
悪の格闘軍団「ブラック・ミスト」の首領。その姿は不明だが、アマゾン川流域のジャングル地帯にある総本部の祭壇からサタン・デモンに指令を下す。世界のスポーツ界の頂点に君臨し、全世界征服を目論む。そのために伝説の英雄アズテクーザーの力を蘇らせることができる「アステカの星」を手中に収めようと画策し、アステカイザーを執拗に狙う。最終話にて、総本部に乗り込んだアステカイザーを黄金の短剣で攻撃するが、逆に短剣をくらって爆死。
サタン・デモン
演：山本昌平
ルアーの部下で作戦指揮官。身長188センチメートル、体重86キログラム。プロレス界の征服と「アステカの星」の奪取という使命に燃える。サイボーグ格闘士を従えてアステカイザーの前に現れる。常にテンションが高い。性格は残忍で、目的のためなら手段を選ばないが、速水博士や子供には紳士的な態度を取ることもある。霊能術に長けており、拉致した者を洗脳して操ったり、疑似空間を出現させるなどの能力も持つ（これらの所作の際、両眼が光る）。
ルアーには忠誠を誓っていたが、第17話でルアーがキル・ブラッドを出撃させたことから反感を持ち始める。第25話でサイボーグ格闘士が全滅すると、死での償いを迫るルアーに反逆、最終話ではサタン一族に伝わる呪いの剣と盾を装備しアステカイザーに挑み、極限まで追い込むものの、最後はアステカイザーの「アステカの星」の一撃を受けて倒された。その後、亡骸は風化し目玉だけが残され、後日、目玉も通りすがりの子供に湖へ投げ捨てられた。なおこの決戦シーンは、全26話中唯一「カイザーイン」（アニメパート）がなく、そのためサタン・デモンのアニメキャラクターとしての登場もなかった。
- 造形では、デザイン画でのマントの裏地の赤以外の部分のカラーリングが黒一色に変更された。

サイボーグ格闘士
サタン・デモンが作戦に使用する格闘士。アイアン・バスター以外は右手に独自の兵器を装備している。ギャリソン・スネーク以外の12体は2話に渡って登場し、ブラディ・ホーネット以外の11体は再登場の際に強化改造を施されている。人語を使うことはなく、怪獣のような唸り声のみを発する。4話まで鈴木洋治が演じ、5話以降は木下栄一が演じた。
- デザインはダイナミックプロが担当。共通コンセプトとして、凶暴な武器を片腕などの身体の一部に装備している。本来のプロレスでは武器は反則だが、菊池曰く「『タイガーマスク』の世界悪役ワールドリーグ戦をリングではなく野試合でやる」というものだったためである。

その他の格闘士
鮮血のヘル（第1話、演：ジョージ高野）、ブラック・コブラ（第9話、演：ジョージ高野）、レッド・ファイア（第10話、演：遠藤重夫）、キル・ブラッド（第17話、演：多宮健二）などが登場。
サタン･ソルジャー
演：ワールドアクション
ブラック・ミストの戦闘員。身長180センチメートル、体重83キログラム。サタン・デモンの呪いの霊能術で操られた殺人戦闘部隊であり、集団で行動する。手榴弾やチェーンを武器に格闘術で戦う。単体では格闘に秀でてない坂田記者にも退けられるが、集団戦では相当強い相手と渡り合える。また、仮面の下は生身の人間である。最終話でサタン・デモンの死と同時に全滅。
- デザイン画ではカラーリングが紫で、両目の形も異なる[2]。

#### ゲストキャラクター
アントニオ 猪木（第1話）
演：本人
プロレス界のスター。乱入したブラック・ミストに対し、坂田記者に「ああいう奴らをのさばらせておいてはいけないよ」と発言。また引退した俊については彼の素質を認めた上で「人生どの道を選んでもいいが、男の意地だけは忘れるな」と語る。
愛田（第3話）
演：大塚春彦
五郎と同郷の若手レスラー。太陽プロレス所属でプロレス新人王決定戦で最有力になるほどの実力の持ち主。そのころ、サタン・デモンはアステカイザーの正体を探るために若手レスラーを次々と拉致しており、遂に愛田と同門のレスラーも犠牲になった。そのため、愛田は彼らを救い出すためにわざと捕まる。そして仲間を救い出すために「アステカイザーは俺だ」と嘘をつき、アステカの星の行方を尋ねるサタン・デモンに、自分と闘って奪い取れ、と言う。そのため愛田はデビル・スパイダーと闘うことになり、窮地に陥る。そのことを坂田から聞いた俊は二人のデスマッチの場所へ急行する。
次郎（第6話）
演：大野よしひさ
かおるの親友である広子の弟。闘病中であり、近々誕生日を迎えるため、速水博士に「アステカイザーに来て欲しい」と頼み、坂田記者によりアステカイザーに呼びかける記事も載る。だが、当日、「万が一、アステカイザーが来なかった場合は自分がアステカイザーに扮する」と五郎が練習で負傷。俊が五郎の付き添いで病院に行ったために遅れてしまい、次郎のところに現れたサタン・デモンは、「アステカイザーは腰抜け」とせせら笑う。俊はアステカイザーに変身し、大急ぎでやって来るのだった。
山川 大造（第8話）
演：玉川伊佐男
五郎の実父。息子の成長を見ようと東都プロレスを訪れたが、サタン・ソルジャーに襲われて腰を抜かした坂田記者を見、さらに五郎がサタン・デモンに対抗できなかったのを見て、怒りのあまり郷里へ帰そうとする。五郎と俊の必死の頼みで「サタン・デモンを倒せ」と条件を付けるも、2人とも拉致される。サタン・ソルジャーと闘う五郎の姿と、カイザー・クラッシャーでバズソー･オルテガを倒すアステカイザーを観た後、五郎の「アステカイザーのように強くなりたい」という決意を聞き、プロレスを続けることを認めた。
妻木月心（第9話）
演：渡辺安章
空手家。妻を失い、生活のために沖縄で診療所を開こうとしていた。そんな折、サタン・デモンが「アステカイザーの正体を知る者に賞金5000万円」を用意していることを知り、賞金欲しさにブラック・コブラを倒す。続いてブルー・バイソンと戦うが負傷、アステカイザーに救われ、その後速水博士からブラック・コブラ戦のファイトマネーを貰って去っていった。
ジャガー 春木（第13、25、26話）
演：池田駿介
元チャンピオンで神崎の旧知。引退後は失業しており、神崎を頼って東都プロレスのコーチを志願するが断られる。失意のどん底だったところをサタン・デモンに霊能力を掛けられ、にせアステカイザーとなる。作戦とも知らずにバルカン・ナイトと戦って重傷を負うが、本物のアステカイザーに助けられた。その後は、郷里の伊良湖で農作業をしながらプロレスのコーチをする。その後、津村博士の件でサタン・デモンの目が自分に向けられるのを恐れた速水博士は第25話でかおると太助を五郎とともに彼の元に疎開させた。その関係で最終話において、かおると太助、五郎とともにサタン・デモンに襲われ、否応なしにアステカイザーとサタン・デモンの最終決戦に立ち会うこととなる。
信一（第14話）
演：丹智之
太助の親友。大二郎の体型と戦闘スタイルがアステカイザーに似ていることから、アステカイザーは大二郎の霊と思い込み、毎日大二郎の墓前でアステカイザーが来るのを待っていた。俊は彼を安心させるために、アステカイザーに変身して彼の元に訪れたが、後に、正体を探る手がかりとしてサタン・デモンにさらわれる。
ジョージ（第15、26話）
演：ジョージ高野
大二郎の弟子であるレスラー。近々開催される「全プロレス団体参加リーグ戦」に参加しようと故郷のブラジルからやってきたが、ジョージに目をつけたブラック・ミストが参入を表明したため、リーグ戦は中止。これに怒ったジョージは大二郎の復讐も兼ね、「アステカイザーの正体を知っている」と称してブラック・ミストに挑戦。サタン・ソルジャーを一蹴。その後、ダーク・グラジエーターと闘うアステカイザーの姿を目撃する。そしてアステカイザーの正体が俊であることを見破り「いつかリングで対決したい」と発言してブラジルへ帰った。その後約束どおり、最終回ラストでリングに復帰した俊の最初の相手となった。
明（第16話）
演：吉田友紀
向ヶ丘遊園の「アステカイザーショー」で俊が知り合った少年。兄（演：久保田鉄男）はショーでアステカイザーを演じていた。だがある日、その兄はショー出演者とともに、サタン・デモンの霊能力で「亡霊格闘士」にされてしまい、ショーにはダーク・アステカイザー（ダーク・グラジエーター）が出るという事件が起きる。
根一（第18話）
演：坂本高章
太助の親友である秀彦の従兄弟でレスラー志願。東都プロレスなどのプロレスジムに入門しようとしたが、中学生ゆえに断られる。それを見たサタン・デモンは彼を連れ去ると、彼の入門を断った日本プロレス界を非難し、さらに「根一はブラック・ミストで修行をしている」という話をでっち上げた。やがてアステカイザーに助けられ、「5年後の再会」を約束された。
東郷 篤（第19話）
演：七五三木猛明
俊が知り合った少年。幼いころの俊と同様泣き虫だった。亡き父は「サムソン東郷」という、大した活躍をしなかったレスラーだったが、俊は彼を励ますため「君の父さんはアステカイザーよりも強かった」と嘘をつく。だがその一言が裏目に出て、彼はアステカイザーを父と信じてしまい、さらに正体を探る手がかりとしてサタン・デモンに拉致される。
キラー･熊沢（第20話）
演：荒川真・声：渡部猛
悪役レスラー。世界チャンピオンになり立ての神崎を挑発して番外勝負させ、神崎を反則攻撃で負傷させた挙句、王座剥奪・出場停止に追い込んだ。その後サタン・デモンに拉致され、俊は神崎を窮地に追いやった者を助けることを躊躇するが、速水博士の言葉により思い直して彼を救出。彼は涙を流して謝った。
牧口 博士（第22話）
演：梅津栄
速水博士の友人で元医師。妻をパオラの毒で失い、解毒ワクチンを研究していたが、帰国後に薬事法違反で医師免許を剥奪され、酒浸りの荒れた生活を送っていた。そのころアステカイザーが、グローサル・ヒルのパオラ毒が塗られていた爪による攻撃で負傷し、俊が重体に陥ったため、ただ一人裁判で味方になった速水博士に懇願され治療。回復する俊の姿を観てやり直す決意を固める。その直後にパオラの毒の治療ができる人物としてサタン・デモンに目をつけられて拉致され、俊がアステカイザーであることに気づくが、俊や速水、そして再帰する自分のために秘密を守り通すことを決意し、サタン・デモンを宮ヶ瀬渓谷に誘い出す。アステカイザーに救出された後は速水博士に俊への手紙を託し娘（演：石川えり子）とともに郷里へ帰っていった。
津村 博士（第24話）
演：北浦昭義
速水博士の教え子で、樹脂の権威。ジェセル・ハンターのドリル攻撃でその一部を奪い取ったファイティング・スーツの秘密を知るため、サタン・デモンが誘拐し、分析を行なわせた。サタン・デモンは「スーツの弱点は（絶対零度を超越した）-700度の超低温」という事実を知ると、彼の記憶を消して解放した。解放された津村は自身の記憶が長時間ないのを不審に思い、それを彼から聞いた速水博士は彼に催眠術をかけて尋問。樹脂の分析を行なったという彼の言葉からブラック・ミストの陰謀を知ることとなる。

### スタッフ
- 原作：永井豪、石川賢
- 企画：円谷皐（円谷プロダクション）、衛藤公彦（萬年社）、ダイナミック企画
- プロデューサー：吉津正(NET)、高橋亦一（円谷プロダクション）
- 脚本：若槻文三、阿部桂一、高久進、深沢清澄
- 音楽：津島利章
- 撮影：内山五郎
- 照明：伊藤裕二
- 美術：大沢哲三
- 編集：小林熙昌
- 合成：宮重道久
- オプティカル：白子貴
- 操演：小野太吾
- 助監督：笠倉隆
- 殺陣：大塚秀宣とワールドアクション
- ナレーター：古川登志夫
- 作画：鯨井実[注釈 5]
- アニメーター：白土武[19]（ノンクレジット）、高木厚、グループ・ダート
- 制作担当：高山篤、木本誉志夫（萬年社）
- 協力：新日本プロレス、美津濃スポーツ、トヨタ自動車販売
- 掲載：小学館
- 監督：深沢清澄、岡崎明、大塚莞爾、東條昭平
- 制作：NET、円谷プロダクション、萬年社

### 主題歌
- オープニングテーマ：「カモン！アステカイザー」
- エンディングテーマ：「ファイト！アステカイザー」

作詞：山川啓介 / 作曲：津島利章 / 編曲：筒井広志 / 歌：子門真人、コロムビアゆりかご会 / レーベル：日本コロムビア

### 放送リスト
| 話数 | 放送日         | サブタイトル                                | 脚本     | 監督     | 登場怪人                                          |
| ---- | -------------- | ------------------------------------------- | -------- | -------- | ------------------------------------------------- |
| 1    | 1976年 10月7日 | かがやけ！ アステカの星                     | 若槻文三 | 深沢清澄 | - 鮮血のヘル - ブラディ・ホーネット               |
| 2    | 10月14日       | 恐怖のサイボーグ格闘士                      | 若槻文三 | 深沢清澄 | - ブラディ・ホーネット - デビル・スパイダー       |
| 3    | 10月21日       | アステカイザーは俺だ!!                      | 若槻文三 | 岡崎明   | - デビル・スパイダー                              |
| 4    | 10月28日       | 出た！ 必殺技カイザークラッシャー           | 若槻文三 | 岡崎明   | - デビル・スパイダー                              |
| 5    | 11月4日        | 誘拐魔 ブラック・ミストの恐怖               | 阿部桂一 | 深沢清澄 | - アイアン・バスター                              |
| 6    | 11月11日       | 少年よ見よ！ アステカイザーの闘志を         | 阿部桂一 | 深沢清澄 | - アイアン・バスター                              |
| 7    | 11月18日       | おそるべき敵 怪奇魔人サタン・デモン         | 若槻文三 | 岡崎明   | - バズソー・オルテガ                              |
| 8    | 11月25日       | チャンピオンへの道                          | 若槻文三 | 岡崎明   | - バズソー・オルテガ                              |
| 9    | 12月2日        | とどけ！ この哀しき祈り                     | 阿部桂一 | 深沢清澄 | - ブルー・バイソン - ブラック･コブラ              |
| 10   | 12月9日        | 危うし！ アステカイザー                     | 阿部桂一 | 深沢清澄 | - ブルー・バイソン - レッド・ファイア             |
| 11   | 12月16日       | 栄光へのチャレンジャー!!                    | 若槻文三 | 大塚莞爾 | - アラビアン・ウルフ                              |
| 12   | 12月23日       | 魔のリングに挑め!!                          | 若槻文三 | 大塚莞爾 | - アラビアン・ウルフ                              |
| 13   | 12月30日       | 二人のアステカイザー                        | 阿部桂一 | 深沢清澄 | - バルカン・ナイト - にせアステカイザー           |
| 14   | 1977年 1月6日  | アステカイザーの正体を見た!?                | 阿部桂一 | 深沢清澄 | - バルカン・ナイト                                |
| 15   | 1月13日        | アステカイザーよ！ いつの日か君とリングで！ | 深沢清澄 | 大塚莞爾 | - ダーク・グラジエーター                          |
| 16   | 1月20日        | 兄弟仁義だ！ アステカイザー                 | 深沢清澄 | 大塚莞爾 | - ダーク・グラジエーター - ダーク・アステカイザー |
| 17   | 1月27日        | 謎のレスラー“キル”の秘密                    | 若槻文三 | 深沢清澄 | - コース・デグラー - キル・ブラッド               |
| 18   | 2月3日         | 危機一髪！ 悪魔の足攻め アイアン・クロー    | 若槻文三 | 深沢清澄 | - コース・テグラー                                |
| 19   | 2月10日        | ぼくのお父さんはアステカイザーだ！          | 高久進   | 東條昭平 | - クライム・バリアン                              |
| 20   | 2月17日        | 殺人レスラーの涙                            | 阿部桂一 | 東條昭平 | - クライム・バリアン                              |
| 21   | 2月24日        | 奪われたアステカの星！                      | 阿部桂一 | 深沢清澄 | - グローサル・ヒル                                |
| 22   | 3月3日         | アマゾンの猛魚 パオラの毒                   | 深沢清澄 | 深沢清澄 | - グローサル・ヒル                                |
| 23   | 3月10日        | 切り裂かれたファイティング・スーツ          | 若槻文三 | 東條昭平 | - ジェセル・ハンター                              |
| 24   | 3月17日        | 零下700度の恐怖                             | 阿部桂一 | 東條昭平 | - ジェセル・ハンター                              |
| 25   | 3月24日        | サタン・デモンの逆襲                        | 阿部桂一 | 深沢清澄 | - ギャリソン・スネーク                            |
| 26   | 3月31日        | 鷹よ！ 栄光のリングへはばたけ               | 若槻文三 | 深沢清澄 |                                                   |

### 放送局
- NETテレビ（制作局）：木曜 18:00 - 18:30
- 北海道テレビ：日曜 18:25 - 18:55（1976年10月3日 - 1977年4月3日）[20]
- 青森放送：火曜 17:25 - 17:55[21]
- 秋田放送：月曜 17:30 - 18:00[22]
- 山形放送：月曜 17:30 - 18:00[23]
- 東日本放送：木曜 18:00 - 18:30[24]
- 新潟総合テレビ：木曜 18:00 - 18:30[25]
- 北日本放送：金曜 17:00 - 17:30（本放送終了後の1977年4月1日より放送開始）[26]
- 石川テレビ：木曜 18:00 - 18:30[27]
- 長野放送：木曜 18:00 - 18:30[28]
- 名古屋テレビ：日曜 18:25 - 18:55
- 朝日放送
- 山陰放送：水曜 17:35 - 18:00[29]
- 瀬戸内海放送
- 広島ホームテレビ
- 愛媛放送（現：テレビ愛媛）：金曜 17:25 - 17:55[30]
- 九州朝日放送（先行放送）：金曜 17:25 - 17:55
- 長崎放送：水曜 17:20 - 17:50[31]
- 鹿児島テレビ：金曜 16:50 - 17:20[32]

### 映像ソフト化など
- 2003年3月21日に全話収録のDVD-BOXが発売。
- 2004年に単品のDVDが発売。全5巻。
- 2015年に廉価版のDVDが発売。全6巻。また同年5月には、サントラCDが日本コロムビアから発売。

### 補足
1980年代までの誤解（書籍など）
「カイザー・イン！」は変身コードとされていた（実際は実写からアニメになる時のかけ声）。
「サイボーグ格闘士」は「サイボーグレスラー」となっていた。
「ファイティングスーツ」（アステカイザー用の強化スーツ）は「アステカイザースーツ」となっていた。
「サタン・デモン」は「サタン・デーモン」もしくは「サタンデモン」（「・」がない）となっていた。
ブラック・ミストの首領が、サタン・デモンとなっており、実際の首領ルアーを取り上げてない書籍（ケイブンシャ『全怪獣怪人大百科』など）があった。
その他
本作品の劇伴音楽の一部は、『恐竜大戦争アイゼンボーグ』で使用されている。
第2、3話のみに登場するブラック・ミストの特殊車両「サタン・バット号」は、『ウルトラマンタロウ』に登場した「ウルフ777」に再塗装と装飾を施して流用したもの。
第19、20話に登場したサイボーグ格闘士、クライム・バリアンの頭部はのちに、『恐竜大戦争アイゼンボーグ』でボロロの頭部に流用された。同様に、第23、24話登場のサイボーグ格闘士、ジェセル・ハンターの頭部は、『恐竜戦隊コセイドン』のガバン将軍のヘルメットに流用されている。
客演
漫画『真マジンガーZERO』において、キューティハニーやけっこう仮面、ドス竜などの他の永井作品のキャラとともにアステカイザーも登場している。
| NET系 木曜 18:00 - 18:30                          | NET系 木曜 18:00 - 18:30    | NET系 木曜 18:00 - 18:30                          |
| 前番組                                            | 番組名                      | 次番組                                            |
| ------------------------------------------------- | --------------------------- | ------------------------------------------------- |
| 再放送枠（月 - 金） ※直前は『魔法使いチャッピー』 | プロレスの星 アステカイザー | 再放送枠（月 - 金） ※最初は『がんばれ!!ロボコン』 |

## 漫画版
双葉社ACTION COMICS『アステカイザー』（全1巻）原作・永井豪、作画・石川賢&ダイナミックプロ。

### 掲載誌別サブタイトル
掲載期間は、同コミックス2頁（目次）、216頁による。
『小学三年生』1976年7月号 - 1977年3月号
アステカの星の秘密
地獄よりの戦士
悪魔の子 グロリアス
恐怖のサイボーグ軍団
サタンとの最後の戦い
『てれびくん』1976年8月号 - 11月号
（上記期間より3話を選択し、収録。それぞれ第1話 - 第3話と表記）
『小学五年生』1976年2月号 - 3月号
（サブタイトルなし）

### 漫画版での設定など
3誌共通の呼称・設定
「ブラックミスト」、「サタンデーモン」、と、中黒（「・」）のない呼称。
小学三年生、てれびくんの最終回
ブラックミストの首領はサタンデーモンであり、サタンデーモンを倒して終了。
小学五年生
アステカイザー登場編（誕生編）のみの掲載につき、最終回はない（アステカイザーの正体も不明のまま）。
小学三年生のみ
「恐怖のサイボーグ軍団」では、部下の科学者から「サイボーグに改造」という説明を聞き、サタンデーモンが驚いていた（他のエピソードでは「コスチュームに仕込んだ凶器」という描写）。

## 実在のプロレスラー・アステカイザー
上述の2015年発売の廉価版DVDのPRを兼ねて、2014年より円谷プロ公認の実在の覆面レスラーとしてアステカイザーが出場している。コスチューム等は劇作使用のものとほぼ同じデザインだが、マスクは現代風にリファインされている。

### 活動内容
- 2014年12月31日、INOKI BOM-BA-YEにてボブ・サップとのエキシビジョンマッチで対戦し、回転エビ固めで勝利。
- 2015年2月20日、IGF GENOME32にて5代目ブラック・タイガーとのエキシビジョンマッチで対戦し、ジャーマン・スープレックス・ホールドで勝利。